# Visite d'Albrecht Dürer à Anvers en 1520
Visite d'Albrecht Dürer à Anvers en 1520 (en néerlandais : Bezoek van Albrecht Dürer aan Antwerpen in 1520) est un tableau du peintre belge Henri Leys réalisé en 1855 et conservé au musée royal des Beaux-Arts d'Anvers.

## Contexte
Le dimanche 19 août 1520, le célèbre artiste Albrecht Dürer (1471-1528) assiste à la procession de plus de deux heures de Notre-Dame de la Guilde des Archers d'Anvers. Il note soigneusement tout ce qu'il voit dans son journal de voyage : la foule endimanchée, les musiciens et leurs instruments, le cortège aux flambeaux, le défilé des corporations professionnelles, des autorités laïques et spirituelles et les chars aux scènes bibliques. Il conclut son récit par la phrase : « J'ai vu plus que je ne peux en dire dans un livre »,.
Des siècles plus tard, ce fragment de journal a formé la base du tableau d'Henri Leys, Visite d'Albrecht Dürer à Anvers en 1520. Leys est un peintre anversois considéré comme appartenant à l'école romantique-réaliste. Cet oncle d'Henri de Braekeleer a principalement peint des portraits, des scènes de genre et des pièces d'histoire. Les scientifiques de l'art le caractérisent comme le redécouvreur du colorisme dans la peinture flamande. Lors de son voyage en Allemagne (1852), Leys se familiarise avec les œuvres de Dürer et développe rapidement une grande admiration pour l'artiste du XVIe siècle. Surtout après ce voyage, les peintures d'histoire romantique de Leys se transforment en peintures d'histoire bien documentées. Les historiens de l'art attribuent une valeur artistique particulière à l'attention portée par Leys aux lignes, aux détails et aux références (substantielles et formelles) aux Pays-Bas méridionaux du XVIe siècle. De cette façon, Leys est arrivé à un style archaïque. Il se caractérise par un romantisme intériorisé et tranquille avec une dimension intellectuelle.
Dans la recherche préliminaire de ce travail, Leys a consulté la publication de Frederik Verachter (nl), l'archiviste de la ville d'Anvers. En 1840, il avait déjà recueilli toutes les informations sur le séjour de Dürer aux Pays-Bas. Il avait également traduit son journal de voyage : Le Voyage aux Pays-Bas. Malgré cela, certains détails du tableau sont erronés. Par exemple, Leys a inventé la présence de Quentin Metsys et d'Érasme. De plus, le portrait du premier est imaginaire et celui du second reprend les traits de Pieter Gillis, un autre archiviste de la ville d'Anvers. La visite d'Albrecht Dürer à Anvers en 1520 apparaît ainsi comme une œuvre historiquement solide, mais est en fait une rétrospective nostalgique d'un artiste du XIXe siècle sur le riche passé intellectuel et artistique d'Anvers (début de l'âge d'or). C'était une lamentation que Leys partageait avec nombre de ses contemporains artistiques.

## Description
L'œuvre montre Albrecht Dürer, qui regarde le cortège des archers passer sous l'auvent de l'auberge Engelenborch de Joost Planckfeld dans la Wolstraat (rue aux Laines) à Anvers. À ses côtés se trouve Quentin Metsys qui lui donne des explications sur la procession. Desiderius Erasmus fait remarquer quelque chose à Agnes Frey, l'épouse de Dürer. Le dos de Susanna, la domestique du couple Dürer, et d'un enfant est visible au milieu de l'œuvre,,.
L'œuvre rappelle quelque peu une représentation scénique, peut-être à cause de l'auvent sous lequel le spectateur observe l'ensemble. La multitude de personnages, petits et grands, les belles robes colorées et le décor des façades anciennes font de l'œuvre une représentation fascinante. Une impression tridimensionnelle est créée par une grille de lignes horizontales et verticales. Cependant, l'architecture médiévale est réduite à un podium étroit au premier plan sur lequel sont représentés les principaux personnages. Malgré les nombreux participants et spectateurs, la représentation semble très sereine. Tous les gestes du tableau sont très sereins et il semble que personne ne parle.
Remarquablement, Leys a placé le sujet de son panneau à l'extrême droite. Pour les curieux qui ne savent pas à quoi ressemblait l'artiste allemand avec sa physionomie et sa coiffure typiques, Dürer n'est qu'une figure marginale dans une demi-ombre. Leys ne faisait aucune différence entre les problèmes principaux et secondaires. L'emplacement choisi semble plutôt fortuit, ce qui fait que l'ensemble rayonne d'authenticité. Cela renforce la valeur d'objectivité et le spectateur croit vraiment que la performance a eu lieu. Cependant, les scientifiques de l'art ont déjà montré que ce n'était pas le cas. Leys n'était pas tellement intéressé à décrire le moment historique, mais, comme indiqué ci-dessus, à faire référence à l'âge d'or d'Anvers. Il créa ainsi, pour ainsi dire, une tradition inventée, une tradition nouvelle pour la jeune nation belge, née 25 ans plus tôt.

## Provenance
En 1860, le tableau est acquis pour la somme de 50 000 francs français par Santiago Drake del Castillo (1805-1871), un noble anglo-espagnol, propriétaire du château de Candé à Monts, qui a fait fortune grâce aux plantations de sucre, de café et de tabac à Cuba.
La tableau passe ensuite dans les mains de Paul Boudet, un agent immobilier français niçois, qui le cède au Musée Royal des Beaux-Arts d'Anvers le 19 décembre 1931, par l'intermédiaire du galeriste anversois Guillaume Campo et grâce au financement partiel de la société des amis du musée, Artibus Patriae et de la ville d'Anvers.